# Roman Jaroszlavovics Virasztyuk
Roman Jaroszlavovics Virasztyuk (ukránul: Роман Ярославович Вірастюк; Ivano-Frankovszk, 1968. április 20. – Kijev, 2019. július 27.) Európa-bajnoki bronzérmes ukrán atléta, súlylökő, olimpikon.

## Pályafutása
1991-ben doppingvétség miatt kétéves eltiltást kapott. Az 1994-es helsinki Európa-bajnokságon bronzérmet szerzett. Az 1996-os atlantai olimpián a hatodik helyen végzett. Részt vett a 2000-es és a 2004-es olimpián is, de nem jutott a döntőbe.

## Sikerei, díjai
- Európa-bajnokság – súlylökés
  - bronzérmes: 1994, Helsinki